# Gwaenchanh-a, sarang-i-ya
Gwaenchanh-a, sarang-i-ya (괜찮아, 사랑이야?; lett. "Va tutto bene, è amore"), anche nota con il titolo internazionale It's Okay, That's Love, è una serie televisiva sudcoreana trasmessa su SBS TV dal 23 luglio all'11 settembre 2014.

## Trama
Quando era giovane, Jang Jae-yeol fu aggredito da suo padre; intervenuta per proteggerlo, sua madre uccise accidentalmente il marito, ma Jae-yeol rese falsa testimonianza sostenendo che fosse stato suo fratello: diventato uno scrittore di successo di romanzi gialli e DJ radiofonico in età adulta, a causa del senso di colpa ha sviluppato un disturbo ossessivo-compulsivo.
Ji Hae-soo è una psichiatra al primo anno di specializzazione, ambiziosa e compassionevole, ma pessimista quando si tratta di amore e relazioni. Sin dal suo primo incontro con Jae-yeol, le loro interazioni sono fatte di litigi e scontri continui tra le loro forti personalità, ma i battibecchi si trasformano lentamente in amore e complicità. La loro relazione subisce però un duro colpo quando scoprono che i problemi di salute mentale di Jae-yeol sono più gravi di quanto pensassero.

## Personaggi e interpreti
- Jang Jae-yeol, interpretato da Zo In-sung e Sung Yoo-bin (da giovane)
- Ji Hae-soo, interpretata da Gong Hyo-jin e Kang Joo-eun (da giovane)
- Jo Dong-min, interpretato da Sung Dong-il
- Park Soo-kwang, interpretato da Lee Kwang-soo

## Produzione
L'intenzione della sceneggiatrice Noh Hee-kyung e del regista Kim Kyu-tae era esplorare realisticamente i personaggi dal punto di vista della commedia romantica, ma anche affrontare la discriminazione e lo stigma sociale legati alle persone con problemi di salute mentale e ad altre minoranze.
La prima lettura del copione si è tenuta nell'aprile 2014 presso uno studio della SBS a Ilsan e le riprese sono iniziate poco dopo.
All'una del mattino del 19 giugno 2014, il furgone su cui viaggiava la protagonista Gong Hyo-jin è rimasto coinvolto in un tamponamento con altri due veicoli, che le ha causato una frattura al braccio sinistro, un infortunio al ginocchio e graffi sul viso. È tornata sul set una settimana dopo per le riprese di una fuga romantica a Okinawa con Zo In-sung; il suo braccio rotto è stato incluso nella trama.

## Accoglienza
Nonostante gli ascolti modesti, la serie è stata ben accolta dagli spettatori e ha raccolto elogi per aver affrontato la discriminazione e lo stigma sociale legati ai problemi di salute mentale, ricevendo una targa di apprezzamento dalla Società coreana per la ricerca sulla schizofrenia.